# Česká Miss 2016
Česká Miss 2016 byl 12. ročník soutěže krásy Česká Miss. Vítězkou se stala Andrea Bezděková.
Finalistky strávily soustředění v Thajsku.

## Finalistky soutěže
Finále soutěže se zúčastnilo celkem 10 dívek:
- Kristýna Kubíčková (č. 1)
- Lucie Dušková (č. 2)
- Natálie Kotková (č. 3)
- Andrea Bezděková (č. 4)
- Nikola Kováříková (č. 5)
- Šárka Zdvořilá (č. 6)
- Adéla Rezková (č. 7)
- Michaela Hávová (č. 8)
- Vendula Neumannová (č. 9)
- Dominika Košťálová (č. 10)

## Konečné pořadí
| Česká Miss 2016 – Andrea Bezděková               |
| Česká Miss World 2016 – Natálie Kotková          |
| Blesk Česká Miss Earth 2016 – Kristýna Kubíčková |
| Miss Supranational 2016 Michaela Hávová          |